# The Short Night
The Short Night was een film die Alfred Hitchcock wilde maken na voltooiing van Family Plot in 1976. De film is echter nooit verder gekomen dan een vroeg productiestadium daar Hitchcock wegens gezondheidsproblemen met pensioen moest gaan. Het verhaal zou worden gebaseerd op zowel de gelijknamige roman van Ronald Kirkbride, als het echte leven van dubbelagent George Blake.
Het scenario van de film is wel gepubliceerd in David Freeman's boek The Last Days of Alfred Hitchcock.

## Verhaal
Een Britse dubbelagent genaamd Gavin Brand weet te ontsnappen uit de gevangenis. Hij zal vermoedelijk terug naar Rusland proberen te vluchten, maar eerst een tussenstop maken in Finland om zijn vrouw en kinderen op te halen. Joe Bailey, een Amerikaanse agent wiens broer slachtoffer was van Brand, wordt door de CIA ingeschakeld om Brand te vinden en desnoods om te brengen. Hiertoe moet Bailey eerst proberen Brands gezin te vinden.
Bailey accepteert de opdracht met tegenzin en vindt Brands familie op een privé-eiland nabij Savonlinna in Finland. Het gezin blijkt te worden bijgestaan door de Russische dames Hilda en Olga. Bailey krijgt een relatie met Brands vrouw Carla, terwijl hij op het eiland wacht tot Brand arriveert. Wanneer Bailey en Carla de liefde bedrijven, arriveert Brand en probeert hen beide te vermoorden. Dit mislukt, waarna Brand zijn kinderen ontvoerd en met hen naar Rusland probeert te vluchten. Bailey roept de hulp in van de Finse politie om Brand te onderscheppen.

## Rolverdeling
Hitchcock had onder andere Walter Matthau (die al eerder een keer meespeelde in een aflevering van Alfred Hitchcock Presents), Sean Connery, Catherine Deneuve, en Liv Ullmann in gedachten voor de hoofdrollen.

## Productie
James Costigan was de eerste schrijver die door Hitchcock aan het project werd toegewezen. Zij kregen echter onenigheid. Hierop werd Ernest Lehman benaderd. Hij vond dat het verhaal zich vooral moest richten op Bailey en liet daarom de ontsnapping van Brand uit de gevangenis uit het scenario weg. Lehman verliet het project eveneens voortijdig, waarna Norman Lloyd door Hitchcock werd benaderd. Lloyd vreesde, net als Universal, al dat de film mogelijk nooit gemaakt zou worden vanwege Hitchcocks slechte gezondheid. Toen Hitchcock besloot om Lloyd niet eerst een scenario te laten schrijven maar direct met het scenario te laten beginnen, weigerde deze omdat ze nog niet klaar waren voor de productie. Hierop ontsloeg Hitchcock Lloyd en probeerde het scenario zelf te voltooien. Dit lukte niet en op advies van Universal huurde Hitchcock David Freeman in. Freeman hielp Hitchcock het scenario te voltooien.
De film zou opgenomen worden op locatie in Finland. Voor het zover was, blies Universal het project af omdat Hitchcock duidelijk niet meer in staat was naar Finland af te reizen voor de opnames. Hitchcock vertelde producer Hilton A. Green zelf het nieuws over de stopzetting van het project, en dat hij met pensioen zou gaan. Green probeerde Hitchcock eerst nog op andere gedachten te brengen, maar accepteerde uiteindelijk zijn keuze.